# Anton von Stadler

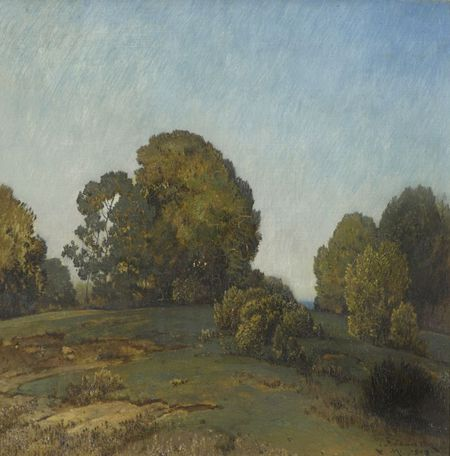
Anton Ritter von Stadler: Landschaft. (Öl auf Leinwand, 1909)

Anton Hermann Stadler, seit 1915 Ritter von Stadler, genannt Toni von Stadler, (* 9. Juli 1850 in Göllersdorf; † 17. September 1917 in München) war ein österreichisch-deutscher Maler.

## Leben
Stadler wurde als Sohn eines Wirtschaftsrates geboren und besuchte das Josefstädter Gymnasium in Wien. Er studierte Medizin und Naturwissenschaften in Wien und Würzburg. Während seines Studiums wurde er 1868 Mitglied der Burschenschaft „Silesia Wien“. 1873 brach er sein Studium ab, da er Maler werden wollte.
Stadler studierte in Berlin bei Paul Friedrich Meyerheim und ging 1878 nach München. Durch den Maler Adolf Stäbli kam sein Interesse an der französischen Freilichtmalerei auf. 1893 war Toni Stadler Mitbegründer der Münchener Secession und zeitweilig Direktor der Münchner Kunstakademie. Als frühes Mitglied des Deutschen Künstlerbundes nahm Toni Stadler senior bereits an der ersten gemeinsamen DKB-Ausstellung mit den Münchener Sezessionisten 1904 teil, auf der er zwei Ölgemälde zeigte. Für sein Wirken wurde er durch König Ludwig III. mit dem Ritterkreuz des Verdienstordens der Bayerischen Krone beliehen. Damit verbunden war die Erhebung in den persönlichen Adelstand und er durfte sich nach der Eintragung in die Adelsmatrikel am 25. März 1915 „Ritter von Stadler“ nennen.
Toni Stadler d. Ä. starb im Alter von 67 Jahren.

## Grabstätte
Die Grabstätte von Toni Stadler d. Ä. befindet sich auf dem Münchner Waldfriedhof (Grabnr. 40-W-41).

## Familie
Toni Stadler wird gelegentlich mit seinem gleichnamigen Sohn (1888–1982) verwechselt, einem namhaften Bildhauer und Zeichner, der auch im Münchner Raum tätig war.
Sein Halbbruder war der Germanist Wilhelm Scherer.